# 福隆大區
10°0′N 7°50′W / 10.000°N 7.833°W
福隆大區（法語：Folon），是科特迪瓦的31個大區之一，位於該國西北部，由登蓋萊區負責管轄，首府設於米尼尼昂，始建於2011年，面積7,239平方公里，2014年人口96,415，人口密度每平方公里13人。